# 孙晋芳
孙晋芳（1955年4月6日—），籍贯安徽宿州，生于江苏苏州，中国排球运动员和体育官员。曾任中国女子排球队队长。退役后在2003年至2014年任國家體育總局網球運動管理中心主任，推动了中国网球运动改制。
孫晉芳1971年入选江苏省女排，1976年被选入国家队，1981年率队夺得世界杯排球赛冠军，拿到了中国女排首个世界冠军，次年又率队获得了世界排球锦标赛冠军，1983年退役。在1982年至2002年，她是中国共产党十二大、十三大、十四大、十五大代表。
退役后，孙在江苏省体委任职，后升任副主任，负责全民健身工作。由于在工作期间大力推动体育彩票的发行工作，孙于2001年被调任国家体育彩票中心主任，促使全国体育彩票发行额达到570亿元人民币。2003年，调任國家體育總局網球運動管理中心主任，推行中国网球举国体制的改革，使郑洁、李娜、彭帅、晏紫等运动员得以「单飞」。其任内，李婷、孫甜甜组合在2004年夏季奥林匹克运动会女子双打比赛上拿到中国代表队在网球项目上的首枚金牌。
2014年5月至9月，孙晋芳转任江苏省体育局党组书记，并同时被提名为江苏省人大常委会教科文卫委员会副主任人选。她随后担任副主任至2018年3月换届。
2021年，孙晋芳确诊罹患白血病。

## 外部連結
- 2012伦敦奥运会中国体育代表团成员名录 孙晋芳 （页面存档备份，存于）